# Dómská čtvrť
Dómská čtvrť je urbanistický soubor nájemních domů na místě bývalé Hradské brány v Olomouci. Jde o zajímavý doklad rozvoje města na konci 19. století. Na území vzniklém po zboření Hradské brány v roce 1876 šlo o první domy postavené těsně za hradbami pevnosti Olomouc. Území bylo historicky označováno jako Dómská čtvrť (něm. Domviertel), v době výstavby se v tisku označovala také jako Stadterweiterungsplatze (území pro rozšíření města).
Urbanistický soubor tvoří čtyři bloky domů, které jsou ze severu a západu ohraničeny středověkými hradbami olomouckého hradu a Předhradí. Z jihovýchodu jsou uzavřeny tokem Střední Moravy, známým také jako Mlýnský potok. Skládá se ze čtyř vzájemně se křižujících ulic: Komenského (dříve Laudonova), 1. máje (dříve Františka Josefa, poté Štefánikova), Kosinovy (dříve Radeckého) a nábřeží Přemyslovců (dříve také jen Nábřeží).
Celý soubor je cenný pro svůj jednotný architektonický styl vysoké kvality, inspirovaný vídeňskými nájemními paláci ve stylu historismu. Cenná je především štuková výzdoba fasád, zajímavé jsou však i více či méně dochované malované a štukové interiéry, původní dvoukřídlé dveře, dřevěné obklady stěn, pískovcová schodiště s litinovým zábradlím, ornamentální dlažba či ozdobná kachlová kamna.

## Historie
Růstu města Olomouce dlouho bránila pevnost, budovaná od poloviny 18. století, samospráva města se proto dlouho snažila o její zrušení. K tomu definitivně došlo až v roce 1888, ale už v letech 1874–1876 vznikl pro území za Hradskou bránou, které město odkoupilo od státu, regulační plán. Slavnostní bourání samotné Hradské brány zahájil 5. června 1876 tehdejší olomoucký starosta Josef von Engel. Tím se otevřel prostor jak pro snadnější přístup k novému nádraží, tak pro novou výstavbu.
Firma Gebrüder Klein vzápětí během pouhého půl roku v tomto místě, rozměřeném původně na 25 parcel, zbourala stávající vojenské objekty, zarovnala valy a příkopy a provedla další úpravy. 
Vlastní výstavba činžovních domů ale již neprobíhala tak rychle, první domy zde v letech 1878 (Komenského 5), 1880 (Komenského 3) a 1882 (Komenského 7) postavil podnikatel Josef Sieber, v dalších letech postavili čtyři domy stavitelé Roman Zapletal a Johann Aulegk (tř. 1. máje 38, 42, 44, Komenského 1). V letech 1882–1884 proběhla stavba budovy Slovanského gymnázia podle návrhu Karla Starého staršího v Kosinově 4 a pro tento účel nově založená společnost Olmützer Baugesellschaft postavila už jen další dva domy (Komenského 9 a Kosinova 2). 
Až po příchodu podnikatele Moritze Fischera se výstavba opět rozběhla, on sám nechal do roku 1890 postavit posledních 11 domů a ve výstavbě pokračoval v další části Komenského ulice (za Mlýnským potokem) až do roku 1902, kdy zbankrotoval. Všechny Fischerovy nájemní domy vznikly podle návrhu architekta a stavitele Karla Starého staršího.
Od té doby došlo k několika změnám. Už ve 30. letech 20. století byla fasáda domu na třídě 1. máje 29 zbavena štukové výzdoby a především došlo na radikální funkcionalistickou přestavbu Hotelu Palác.

## Památková ochrana
Jednotlivé stavby souboru nejsou památkově chráněny, jsou však součástí městské památkové rezervace. Samostatně je chráněna budova bývalého Slovanského gymnázia jako kulturní památka č. 46094/8-3128.

## Soupis domů v Dómské čtvrti
- Sieberovy domy
  - Komenského 5 (1878)
  - Komenského 3 (1880)
  - Komenského 7 – dnes sídlo Židovské obce (1882)
- Domy R. Zapletala, E. Nechwatala a J. Aulegka
  - Komenského 1 (1883)
  - 1. máje 42 (1884)
  - 1. máje 38 (1886)
  - 1. máje 44 (1887)
- Domy Olomoucké stavební společnosti (Olmützer Baugesellschaft)
  - Kosinova 2 (1882)
  - Komenského 9 (1884)
- Domy Moritze Fischera
  - 1. Máje 27 – hotel Palác (1882), 29 (1886)
  - nábř. Přemyslovců 8 – sídlo firmy M. Fischera (1886)
  - nábř. Přemyslovců 12 a 14 (1890)
  - Komenského 4, 6 (1887), 11 (1890)
  - Kosinova 3, 5 a 7 – Molitorův dům (1890)
- Domy církevní
  - Kosinova 6 – zahradní dům arcibiskupství (1884)
  - Komenského 13 – vikářský dům (1890)
  - Přemyslovců 2 – dům choralistů (1890)
- Školní budova Slovanského gymnázia (1884).

## Významné stavby

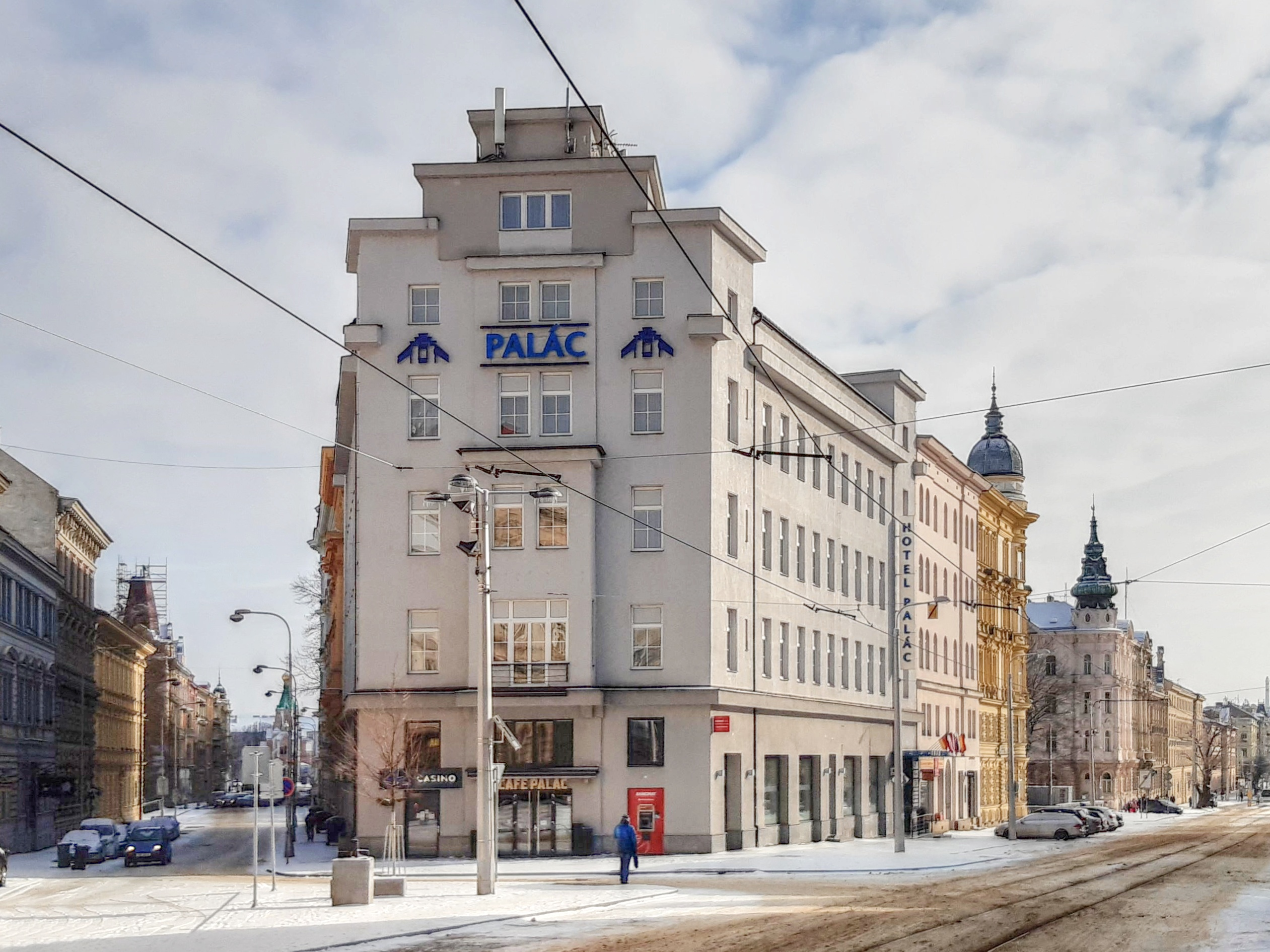
Hotel Palác

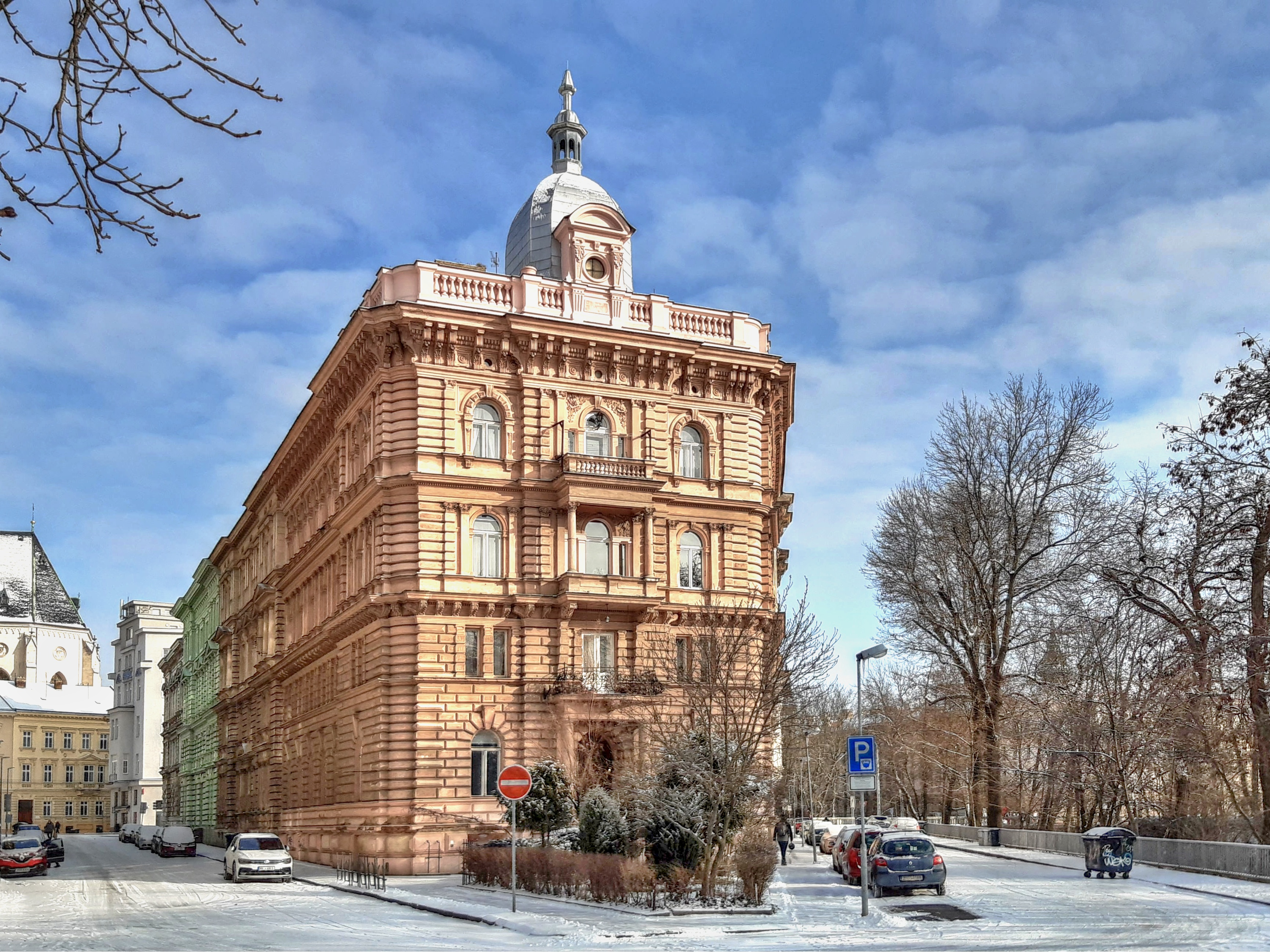
Molitorův dům

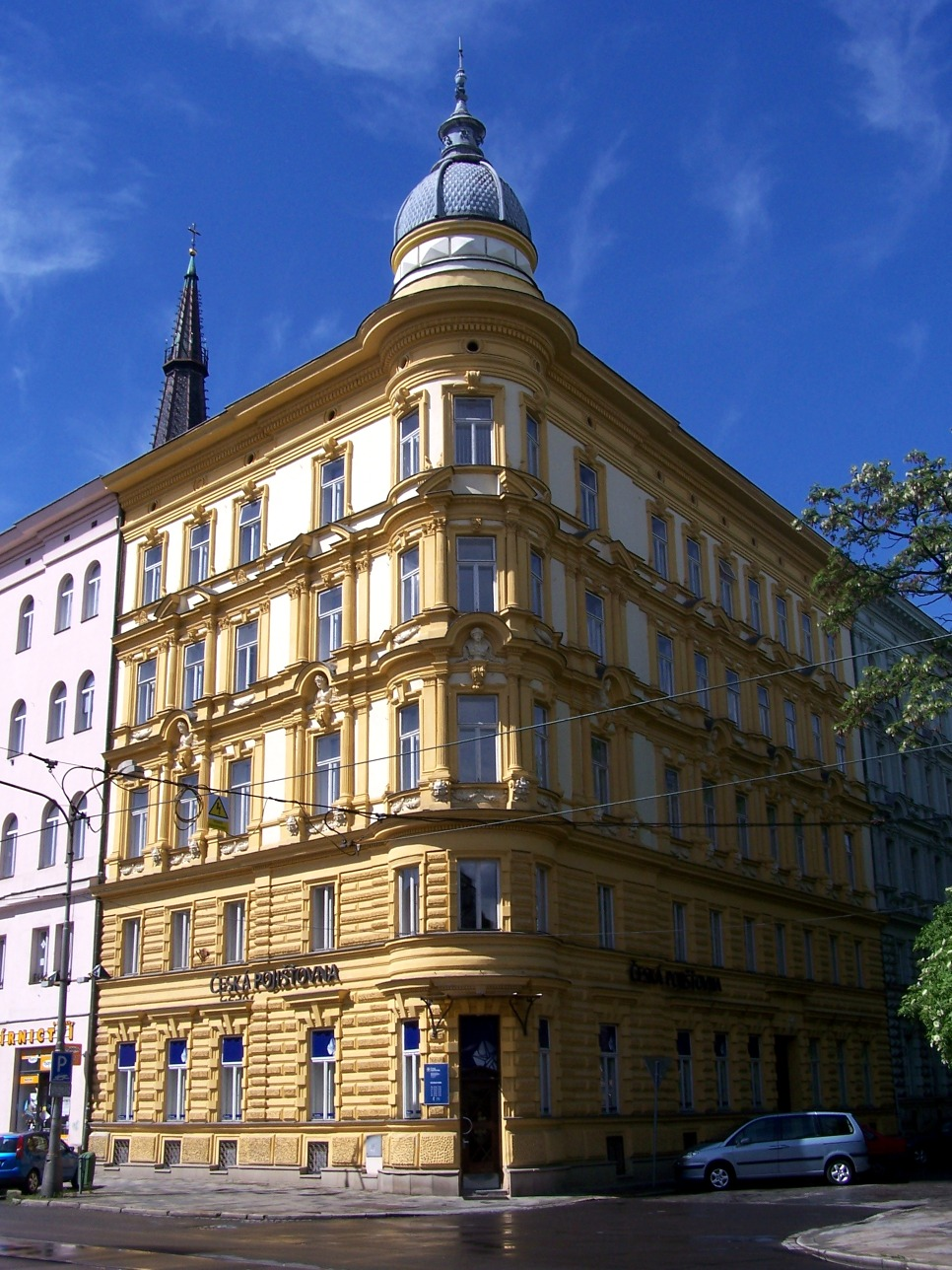
Dům Moritze Fischera, nábř. Přemyslovců 8

### Hotel Palác
Původně neorenesanční bytová stavba na třídě 1. máje 27 (čp. 869) postavená roku 1882 Moritzem Fischerem podle projektu Karla Starého st. V přízemí si 23. ledna 1888 restauratér Nowak otevřel kavárnu Austria, poté byl dům přestavěn pro účely krátkodobého ubytování. Hotel postupně střídal názvy od Grand Hotel Austria (1900) přes Hotel Slavia (1921) až po Hotel Palace (1939). V průběhu doby střídal majitele, např. v letech 1924 až 1927 jej měla v nájmu společnost YMCA. V letech 1927–1928 byl radikálně funkcionalisticky přestavěn podle návrhu architekta Huberta Austa.

### Budova bývalého Slovanského gymnázia
Budova bývalého Slovanského gymnázia v Kosinově ulici 4 (čp. 872) je jedna z prvních budov postavených za Hradskou bránou. Postavena byla v letech 1882–1883 Karlem Starým starším pravděpodobně podle návrhu Josefa Koše pro první českou střední školu v Olomouci – Slovanské gymnázium. Slavnostní otevření školy (založené ovšem již roku 1867) proběhlo 14. září 1884. V roce 1951 byla škola sloučena s reálkou a přestěhována do budovy na třídě Jiřího z Poděbrad. V historické budově dnes sídlí Střední škola technická a obchodní. V roce 1991 byla prohlášena kulturní památkou.

### Molitorův dům
Nejvýstavnější dům souboru se nachází na nároží Kosinovy ulice a nábřeží Přemyslovců (čp. 874). Dvoukřídlý nárožní dům s průčelím zakončeným věží byl postaven v roce 1890 podle návrhu Karla Starého staršího pro stavebního podnikatele Moritze Fischera. Na průčelí se nacházejí tři balkóny (jediné v celém souboru) nesené sloupy a čtyři štukové reliéfy znázorňující alegorie malířství, sochařství, architektury a hudby.
V domě mezi lety 1890 a 1918 bydlelo několik vysokých důstojníků rakouské armády. V letech 1923–1924 v domě bydlel legendární hrdina první světové války, generál Josef Šnejdárek, v té době velitel olomoucké 7. pěší divize.

### Fischerův dům
V domě s výrazným věžovitým okrouhlým nárožím na nábřeží Přemyslovců 8 (čp. 867) sídlila do roku 1902 firma stavebního podnikatele Moritze Fischera. Po krachu firmy ho získala Moravská hypoteční banka, od ní dům získal Vlastenecký spolek muzejní v Olomouci, jenž ho v roce 1914 prodal První české vzájemné pojišťovně. Od té doby stále slouží pojišťovnictví.

### Zahradní dům olomouckého arcibiskupství
Dům v Kosinově ulici 6 (čp. 873) byl postaven pravděpodobně podle pozměněného návrhu Gustava Meretty v letech 1883–1884 pro Správu arcibiskupských komorních statků. K domu patří rozsáhlá zahrada pod Arcibiskupským palácem (s jehož areálem je dům propojen ve druhém patře), kde se nacházely skleníky a arcibiskupské garáže. Do zahrady vede kovaná brána v pilířích, které jsou reminiscencí na předbraní někdejší Hradské brány. V zahradě měl ateliér sochař Rudolf Chorý.

### Vikárka
Postavena olomouckou kapitulou v roce 1890 na rohu ulic Komenského a nábřeží Přemyslovců (čp. 881, 882) především jako příbytek dómských vikářů a choralistů. Architektem dvojdomu byl Richard Völkel. S prostorem kolem dómu je vikárka spojena železným můstkem v druhém patře. V domě bydlel v letech 1890–1914 regenschori a hudební skladatel Josef Nešvera, jenž má na fasádě pamětní desku. Bydleli zde i dómští choralisté a v kůrovém zpěvu se zde také cvičili studenti gymnázia.

## Fotogalerie

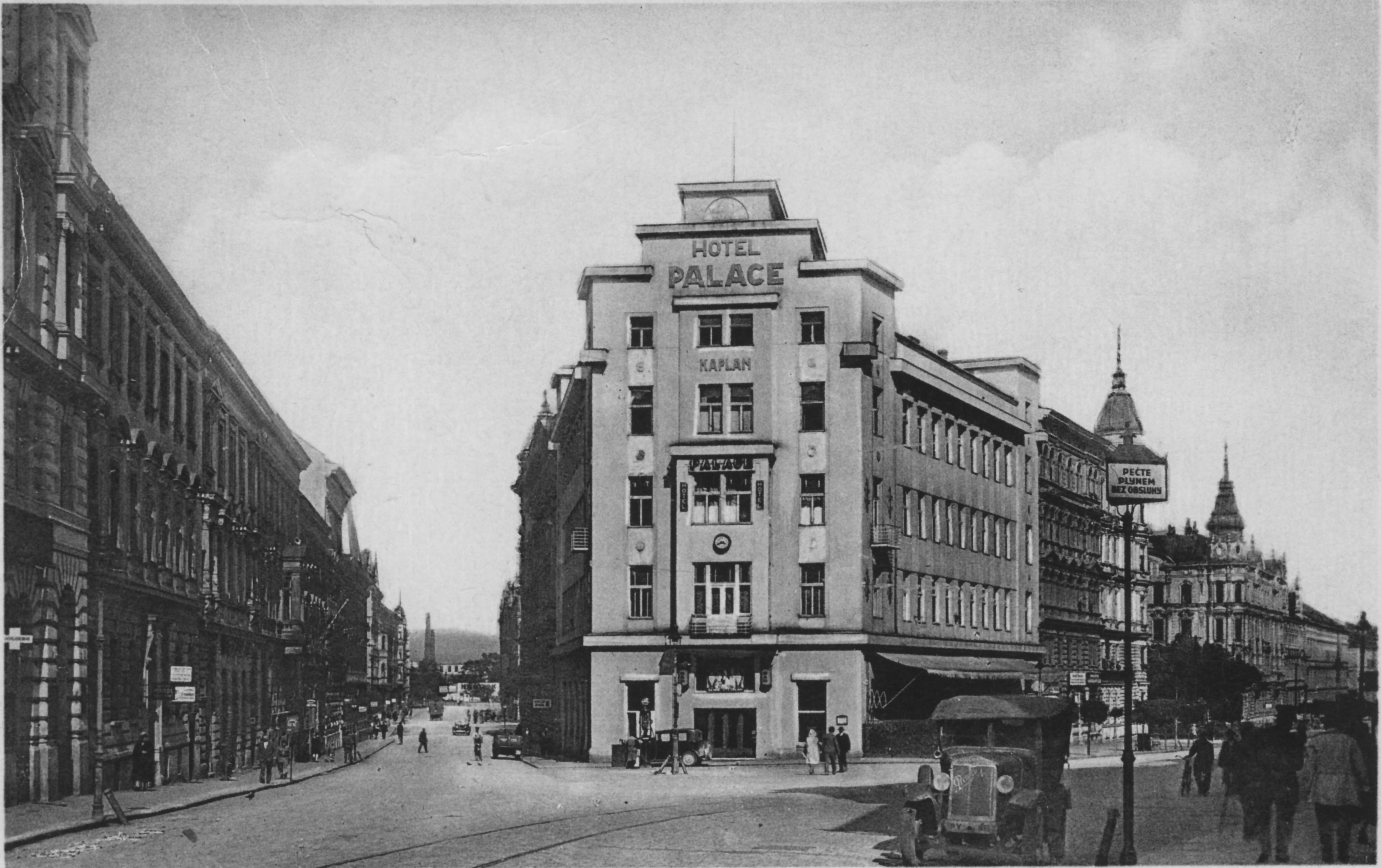
Hotel Palác ve 30. letech 20. století
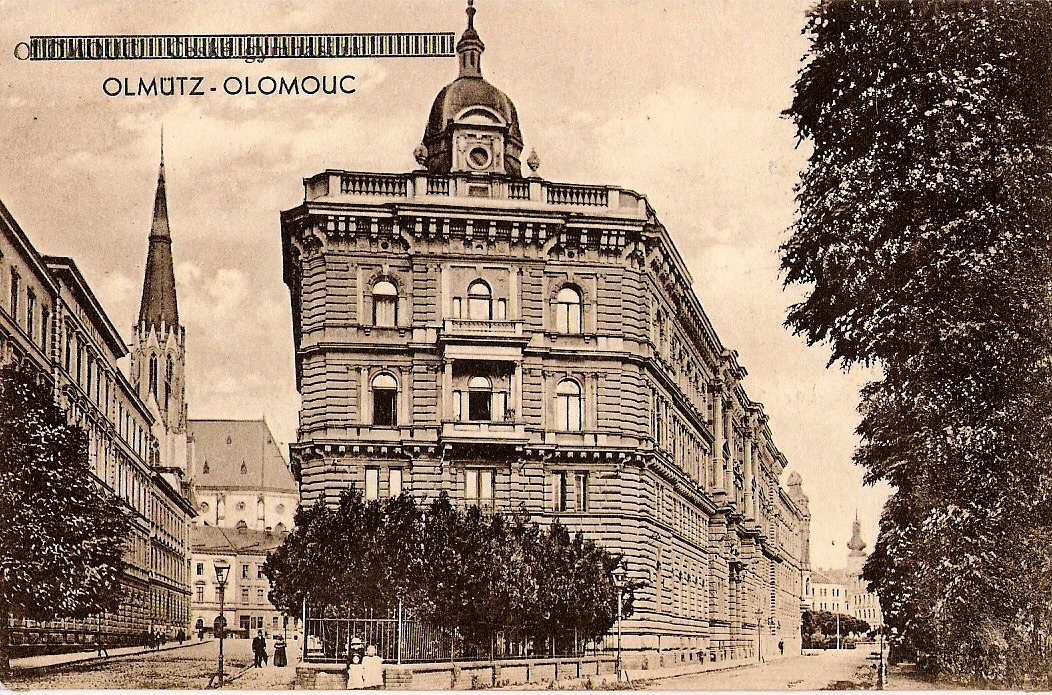
Molitorův dům na začátku 20. století
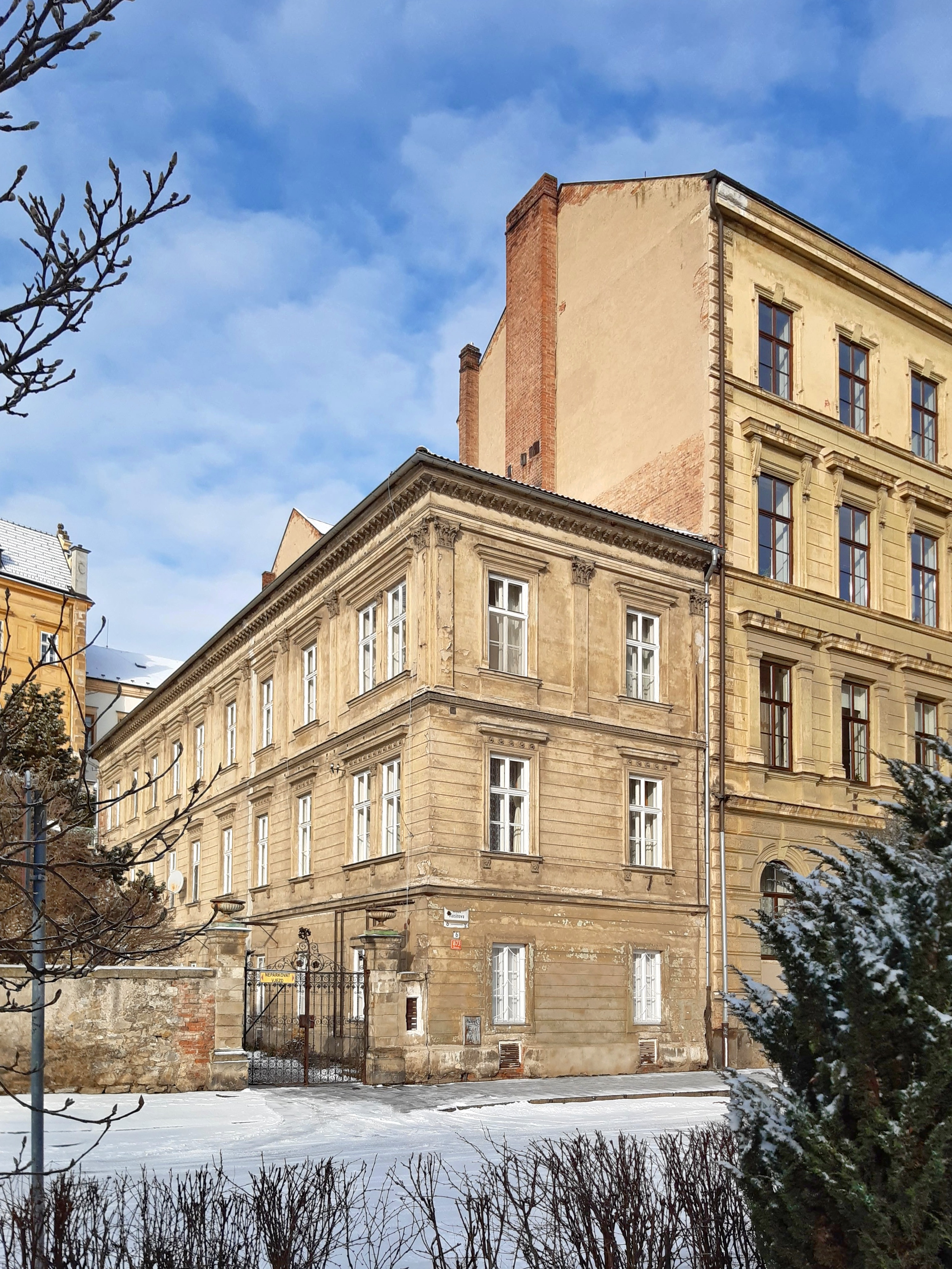
Zahradnický dům olomouckého arcibiskupství navazující na budovu někdejšího Slovanského gymnázia
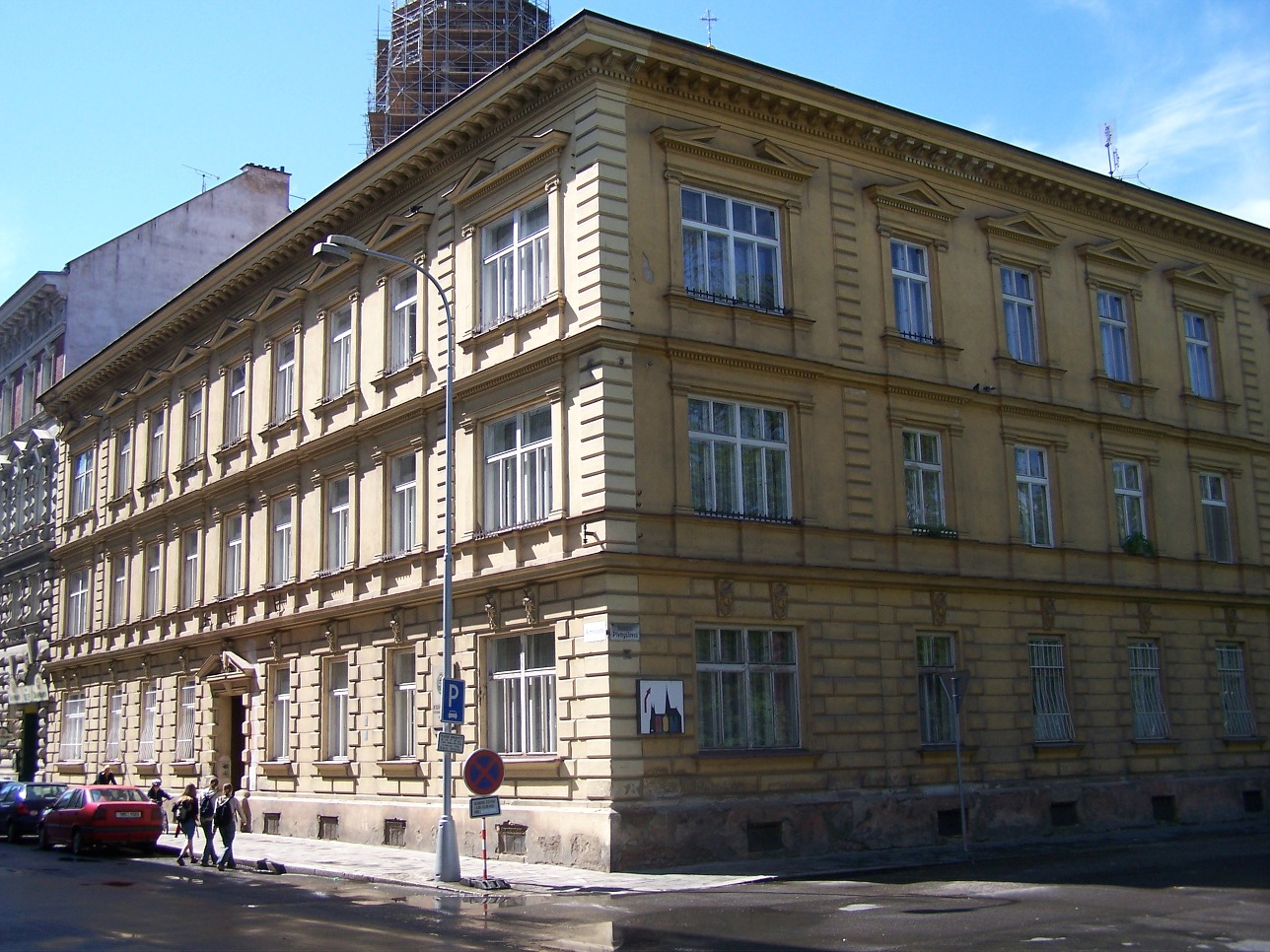
Vikárka, Komenského 13
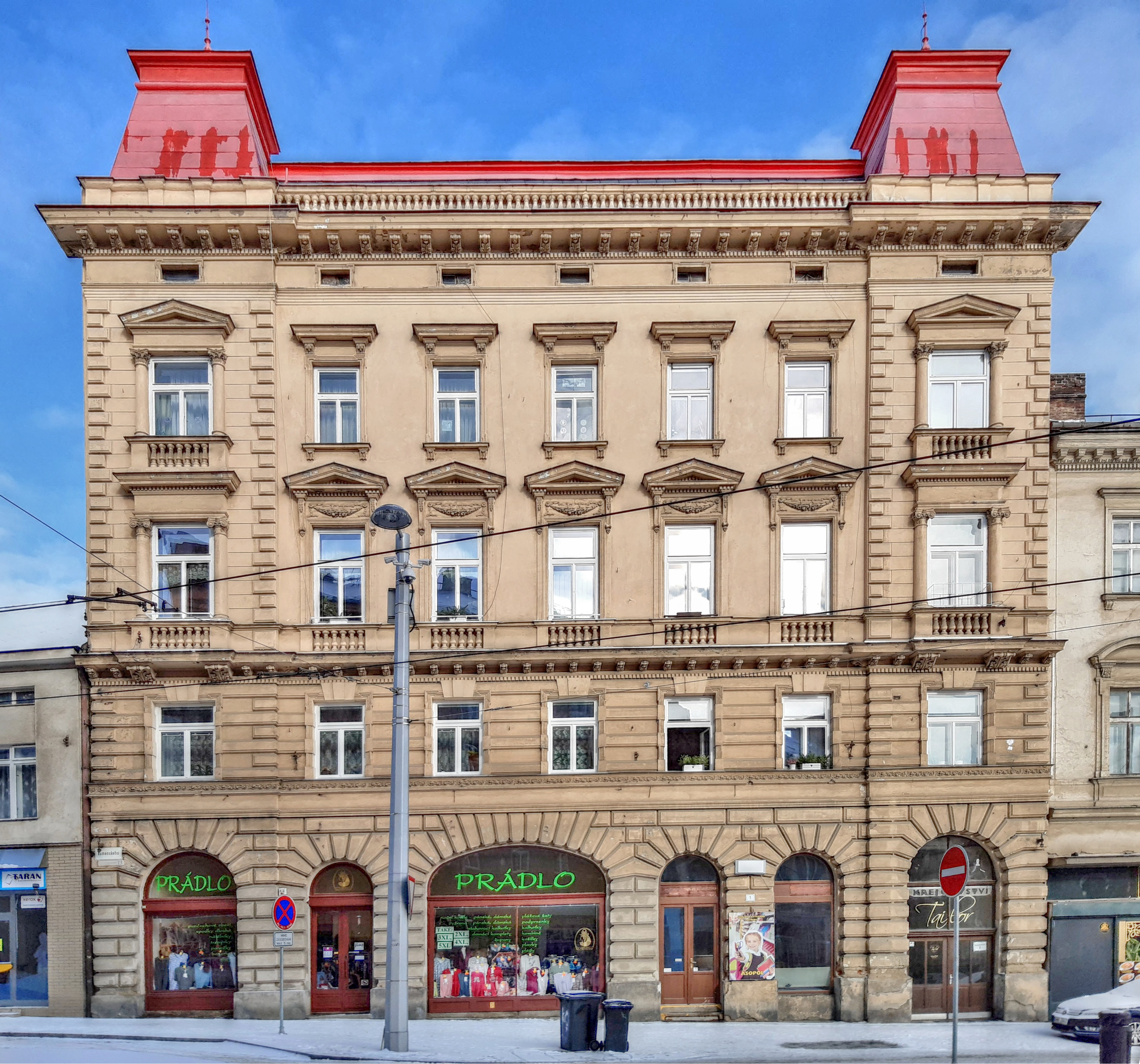
Dům Romana Zapletala, Komenského 1
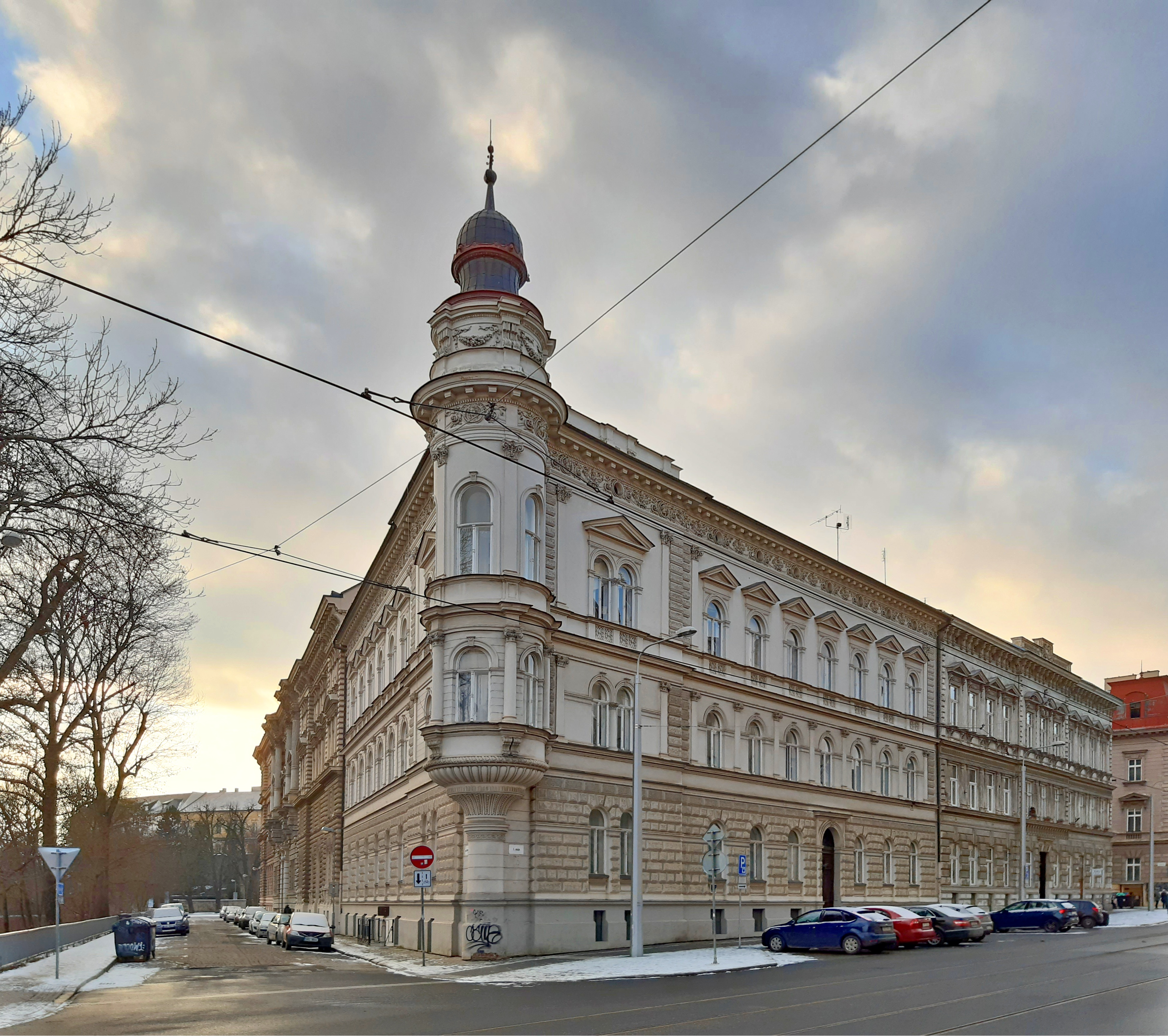
Dům Ernsta Nechwatala, tř. 1. máje 44